# Maglabykärr
Maglabykärr är en sjö i Bjuvs kommun i Skåne och ingår i Vege ås huvudavrinningsområde. Sjön har en area på 0,0683 kvadratkilometer och ligger 77 meter över havet.

## Delavrinningsområde
Maglabykärr ingår i det delavrinningsområde (622602-131633) som SMHI kallar för Ovan Humlebäcken. Medelhöjden är 45 meter över havet och ytan är 49,77 kvadratkilometer. Räknas de 7 avrinningsområdena uppströms in blir den ackumulerade arean 193,56 kvadratkilometer. Avrinningsområdets utflöde Vege å mynnar i havet. Avrinningsområdet består mestadels av skog (23 %), öppen mark (10 %) och jordbruk (55 %). Avrinningsområdet har 0,07 kvadratkilometer vattenytor vilket ger det en sjöprocent på 0,1 %. Bebyggelsen i området täcker en yta av 4,91 kvadratkilometer eller 10 % av avrinningsområdet.